# 다채로운 아침
《다채로운 아침》은 매주 월요일 ~ 목요일 오전 8시 10분에 JTBC에서 방송되었던 텔레비전 프로그램이다.

## 진행자
- 한석준
- 송민교
- 알베르토 몬디

## 동시간대 경쟁 프로그램
- 인간극장, 아침마당 (KBS 1TV)
- KBS 아침뉴스타임, 굿모닝 대한민국 라이브 2부 (KBS 2TV)
- 생방송 오늘 아침 (MBC)
- 모닝와이드 (SBS)
- 딩동댕 유치원 (EBS 1TV)
- 굿모닝 MBN, 굿모닝 월드, 아침 & 매일경제 (MBN)
- 행복한 아침 (채널A)
- 뉴스퍼레이드 (TV조선)